# Thecla pretiosa
Thecla pretiosa är en fjärilsart som beskrevs av Otto Staudinger 1886. Thecla pretiosa ingår i släktet Thecla och familjen juvelvingar. Inga underarter finns listade i Catalogue of Life.